# Mytaher Haskuka
Mytaher Haskuka (* 12. Oktober 1973 in Prizren, SFR Jugoslawien) ist ein kosovo-albanischer Politiker (LVV) und war von 2017 bis 2021 Bürgermeister der Gemeinde Prizren.

## Biografie
Mytaher Maskuka wurde 1973 in Prizren geboren. Dort besuchte er das Gjon-Buzuku-Gymnasium, das er mit einem naturwissenschaftlich-mathematischen Schwerpunkt im Jahre 1992 abschloss. Anschließend studierte er Psychologie an der Boğaziçi-Universität und erlangte 2001 einen Master. Ab 2005 besuchte er außerdem die Ludwig-Maximilians-Universität in München, wo er 2009 in den Fächern Psychologie und Politikwissenschaft promovierte. Seit 2003 lehrt er an der Universität Pristina.
Während des Kosovokrieges engagierte er sich in einem Flüchtlingslager in der türkischen Stadt Kirklareli, wo er viele kosovo-albanische Flüchtlingskinder psychologisch betreute. Nachdem Kosovokrieg arbeitete er bei der UNDP im Kosovo. Neben der Muttersprache Albanisch spricht er auch fließend Englisch, Türkisch und Serbokroatisch.